# Psicostasia

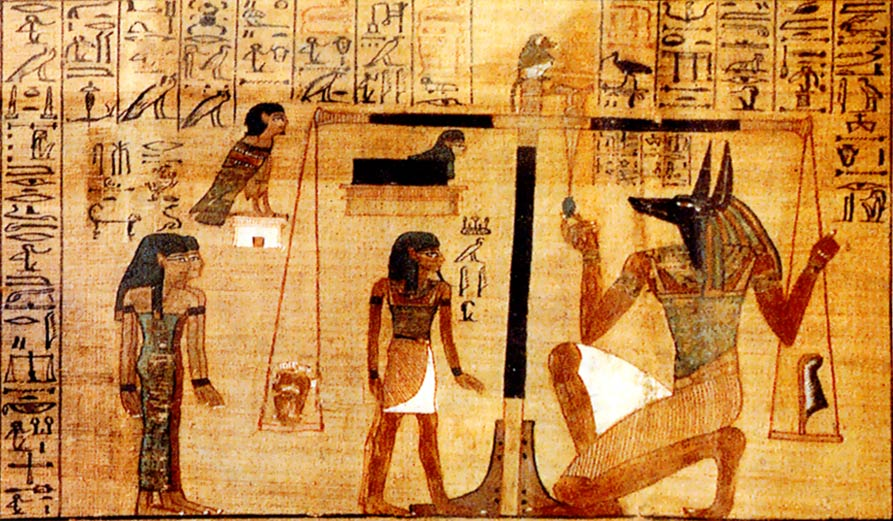
Psicostasia. Libro dei morti di Ani, c. 1275 a.C.

La psicostasia è la cerimonia dell'antica religione egizia a cui, secondo il Libro dei morti nel capitolo 125, veniva sottoposto il defunto prima di poter accedere all'aldilà. Più usualmente, la psicostasia è nota come "pesatura del cuore e degli organi”
La rappresentazione più famosa di psicostasia è quella che si può ammirare nella tomba del nobile Hennefer, sovrintendente del bestiame dei possedimenti per il culto funerario di Seti I. In questa rappresentazione, l'episodio viene "narrato" quasi come si trattasse di una sorta di film in cui la sequenza delle immagini è, però, contestuale giacché ogni singola fase è ugualmente rappresentata in un unico dipinto.

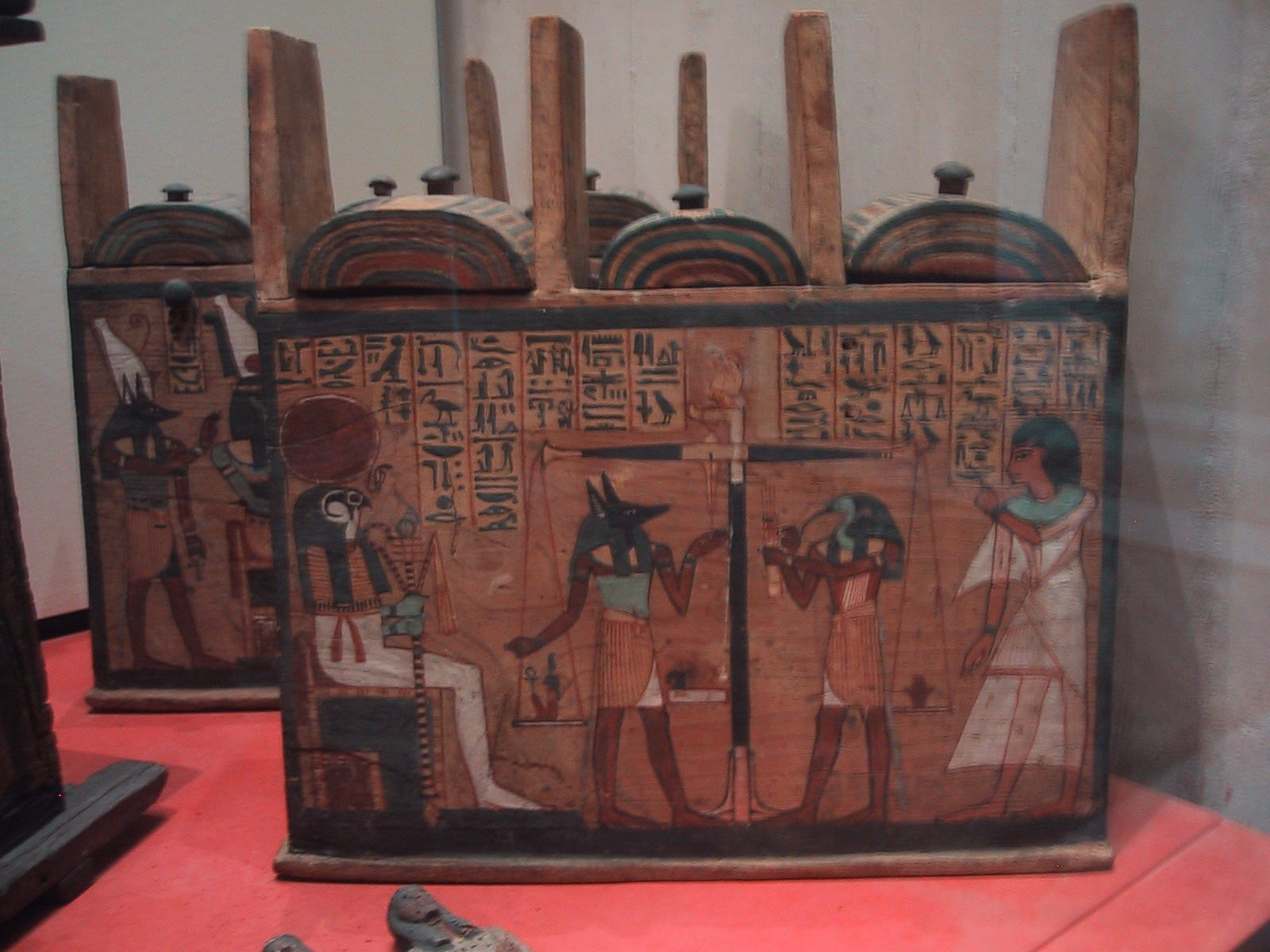
Pesatura del cuore rappresentata su cofanetto per ushabti datato 950 a.C. circa

Nella fascia alta, il defunto implora 42 dei giudicanti, 7 dei quali recano l'ankh, il segno della vita, ed altre divinità; nella fascia bassa, da sinistra verso destra, Hennefer è condotto per mano da Anubi, dio dell'imbalsamazione, verso una bilancia nella Sala delle due Maat.
In una sorta di secondo fotogramma di uno stesso episodio, l'immagine seguente rappresenta Anubi che su un piatto di un'enorme bilancia ha posto il cuore del defunto, rappresentato dal geroglifico corrispondente ad un vaso (talvolta tale simbolo viene sostituito dalla intera figura del defunto), mentre sull'altro piatto si trova la "piuma", ovvero la Maat, la verità, la giustizia (anche in questo caso, talvolta il simbolo viene sostituito dalla raffigurazione della dea Maat).
Il dio della saggezza, Thot, prende nota dell'esito della pesatura: se, infatti, il cuore, come depositario di tutte le azioni, buone o malvagie, compiute durante la vita, bilancerà la piuma, allora il defunto sarà dichiarato maa-kheru ovvero "giusto", o "giustificato", ed ammesso al regno dei morti.
In caso contrario, il cuore verrà dato in pasto ad Ammit, "colei che ingoia il defunto", rappresentata da un mostro composito ai piedi della bilancia, che somma in sé gli animali più pericolosi dell'Egitto: il coccodrillo, il leone e l'ippopotamo.
Il penultimo "fotogramma" raffigura Horus che presenta Hennefer, ormai "giustificato", ad Osiride che si trova in trono, all'estrema destra del dipinto, sotto un baldacchino. Il testo geroglifico è la cosiddetta "Formula dello scarabeo del Cuore" tratta dal cap. 30 del Libro dei morti.
In alto l'occhio Udjat alato (altra rappresentazione di Horo) reca una piuma montata su un supporto lotiforme mentre, alle spalle di Osiride, si trovano le dee Iside e Nephtys.
Il trono di Osiride è posto su una sorta di predella rettangolare; il rialzo è attraversato da linee ondulate che rappresentano l'acqua: si tratta, dell'oceano delle acque primordiali, il Nun da cui emerge il monticello primigenio, Tatenen che personifica l'Isola delle fiamme, da cui, a sua volta, sorgerà, il loto egizio.
Da quest'ultimo a loro volta, nascono i quattro figli di Horo: Duamutef, dalla testa di sciacallo; Hapi, dalla testa di scimmia; Hamset, dalla testa umana, e Qebeshenuf, dalla testa di falco ovvero i protettori degli organi asportati al defunto e contenuti nei vasi canopi.
La presenza di una bilancia connessa al concetto di valutazione della verità, giustificherebbe il fatto che proprio tale simbolo sia stato poi scelto, ancora ai nostri giorni, per indicare, appunto, l'imparzialità della giustizia.
La psicostasia era prevista anche dallo Zoroastrismo persiano (alla presenza del dio Mitra) e dall'Islamismo. In funzione escatologica la ritroviamo nella letteratura apocalittica dell'Ebraismo e, nella tradizione cristiana, nella figura dell'Arcangelo Michele.